# Pseudagrion indicum
Pseudagrion indicum – gatunek ważki z rodziny łątkowatych (Coenagrionidae).